# Gare de La Roche
Pour les articles homonymes, voir Gare de La Roche (homonymie).
La gare de La Roche est une gare ferroviaire belge de la ligne 140, d'Ottignies à Marcinelle (Charleroi), située à La Roche, hameau de la commune de Court-Saint-Étienne, dans la Province du Brabant wallon en Région wallonne.
C'est une halte voyageurs de la Société nationale des chemins de fer belges (SNCB) desservie par des trains du réseau suburbain de Charleroi (ligne S61).

## Situation ferroviaire
La gare de La Roche est située au point kilométrique (pk) 8,50 de la ligne 140, d'Ottignies à Marcinelle (Charleroi), entre la gare de Faux et la gare de Villers-la-ville.

## Histoire
La gare de La Roche est mise en service le 14 août 1855, lors de l'ouverture de la section d'Ottignies à Charleroi de la ligne réalisée par la compagnie du Chemin de fer de Charleroi à Louvain.
Cette compagnie, devenue Chemin de fer de l'Est-Belge en 1859, devint par fusion la compagnie du Grand Central belge entre 1864 et 1871. L'administration des chemins de fer de l'État belge reprit le contrôle du Grand Central belge entre 1897 et 1898.
Le Chemin de Fer Charleroi-Louvain y construisit un bâtiment de gare qui existe toujours mais est en ruine,.

### Le bâtiment de la gare

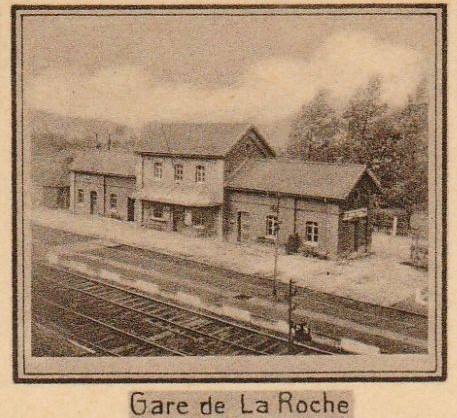
La gare de La Roche vers 1900.

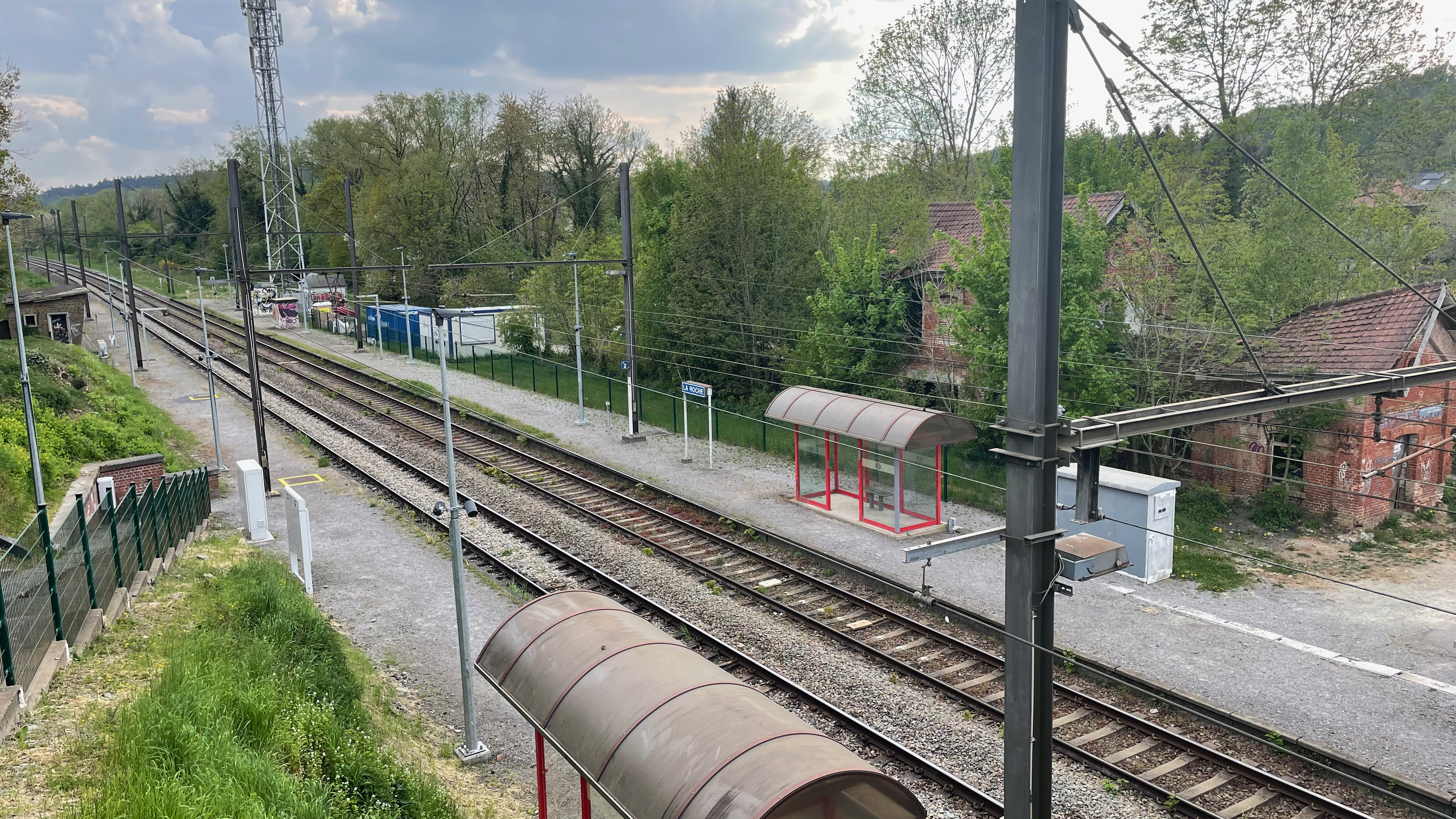
Ruines du bâtiment d'origine au milieu des arbres.

La compagnie Charleroi-Louvain construit des bâtiments identiques à Gastuche, Court-Saint-Étienne, Limal et La Roche. Ils étaient vraisemblablement symétriques avant d'être agrandis avec un corps central de deux niveaux à trois travées sous bâtière encadré par deux ailes à un niveau de deux travées sous bâtière. Leur style était caractéristique avec une construction en briques, un large oculus à chaque pignon pour toutes les ailes, des pilastres d'angle, des corniches à denticules et chaque percement surmonté d'un larmier en brique qui se prolonge sur tout le bâtiment par un cordon.
La gare de La Roche a par la suite été agrandie comme celle de Gastuche avec une travée supplémentaire à une de ses ailes basses et deux à l'autre aile basse.
Elle se situe en retrait par rapport aux deux voies principales comme à Gastuche et la première gare de Court-Saint-Étienne en raison de la présence d’une voie de garage, démontée depuis.
Avec la fermeture des guichets, le bâtiment n'a pas été démoli mais est sans affectation depuis plusieurs années et est désormais en ruine entouré d’arbres sur un terrain vague qui borde la gare.

## Service des voyageurs

### Accueil
Halte SNCB, c'est un point d'arrêt non géré (PANG) à accès libre dotée d'un distributeur automatique pour l'achat de titres de transports. La traversée des voies s'effectue par une passerelle.

## Desserte
La Roche est desservie par des trains Suburbains (S61) et Touristiques (ICT) de la SNCB qui effectuent des missions sur la ligne 140 (Charleroi-Central - Ottignies).
La desserte est constituée de trains S61 reliant toutes les heures Jambes à Wavre via Namur, Charleroi-Central et Ottignies, renforcés en semaine par trois trains S61 supplémentaires de Charleroi-Central à Ottignies, le matin, qui effectuent le trajet inverse en fin d’après-midi.

## Comptage voyageurs
Le graphique et le tableau montrent le nombre de passagers qui en moyenne embarquent durant la semaine, le samedi et le dimanche.
| Nombre de voyageurs qui embarquent à la gare de La Roche | Nombre de voyageurs qui embarquent à la gare de La Roche | Nombre de voyageurs qui embarquent à la gare de La Roche | Nombre de voyageurs qui embarquent à la gare de La Roche |
|                                                          | Semaine                                                  | Samedi                                                   | Dimanche                                                 |
| -------------------------------------------------------- | -------------------------------------------------------- | -------------------------------------------------------- | -------------------------------------------------------- |
| 1977                                                     | 187                                                      | 25                                                       | 23                                                       |
| 1978                                                     | 185                                                      | 25                                                       | 25                                                       |
| 1979                                                     | 173                                                      | 30                                                       | 13                                                       |
| 1980                                                     | 161                                                      | 34                                                       | 27                                                       |
| 1981                                                     | 175                                                      | 36                                                       | 33                                                       |
| 1982                                                     | 187                                                      | 50                                                       | 27                                                       |
| 1983                                                     | 154                                                      | 27                                                       | 43                                                       |
| 1984                                                     | 112                                                      | 32                                                       | 30                                                       |
| 1985                                                     | 147                                                      | 42                                                       | 25                                                       |
| 1986                                                     | 141                                                      | 32                                                       | 25                                                       |
| 1987                                                     | 160                                                      | 35                                                       | 23                                                       |
| 1988                                                     | 134                                                      | 36                                                       | 31                                                       |
| 1989                                                     | 160                                                      | 33                                                       | 27                                                       |
| 1990                                                     | 92                                                       | 33                                                       | 20                                                       |
| 1991                                                     | 139                                                      | 43                                                       | 40                                                       |
| 1992                                                     | 139                                                      | 40                                                       | 35                                                       |
| 1993                                                     | 146                                                      | 28                                                       | 38                                                       |
| 1994                                                     | 140                                                      | 29                                                       | 26                                                       |
| 1995                                                     | 125                                                      | 22                                                       | 60                                                       |
| 1996                                                     | 148                                                      | 29                                                       | 30                                                       |
| 1997                                                     | 154                                                      | 37                                                       | 20                                                       |
| 1998                                                     | 153                                                      | 25                                                       | 14                                                       |
| 1999                                                     | 119                                                      | 33                                                       | 20                                                       |
| 2000                                                     | 134                                                      | 25                                                       | 20                                                       |
| 2001                                                     | 150                                                      | 28                                                       | 20                                                       |
| 2002                                                     | 157                                                      | 28                                                       | 23                                                       |
| 2003                                                     | 157                                                      | 36                                                       | 27                                                       |
| 2004                                                     | 147                                                      | 32                                                       | 18                                                       |
| 2005                                                     | 152                                                      | 34                                                       | 34                                                       |
| 2006                                                     | 173                                                      | 32                                                       | 27                                                       |
| 2007                                                     | 151                                                      | 28                                                       | 27                                                       |
| 2008                                                     | -                                                        | -                                                        | -                                                        |
| 2009                                                     | 145                                                      | 29                                                       | 35                                                       |
| 2010                                                     | -                                                        | -                                                        | -                                                        |
| 2011                                                     | -                                                        | -                                                        | -                                                        |
| 2012                                                     | 180                                                      | 38                                                       | 34                                                       |
| 2013                                                     | 190                                                      | 34                                                       | 28                                                       |
| 2014                                                     | 121                                                      | 28                                                       | 23                                                       |
| 2015                                                     | 157                                                      | 34                                                       | 21                                                       |
| 2016                                                     | 139                                                      | 42                                                       | 22                                                       |
| 2017                                                     | 172                                                      | 41                                                       | 26                                                       |
| 2018                                                     | 160                                                      | 38                                                       | 22                                                       |
| 2019                                                     | 164                                                      | 25                                                       | 24                                                       |
| 2020                                                     | 118                                                      | 18                                                       | 25                                                       |
| 2021                                                     | -                                                        | -                                                        | -                                                        |
| 2022                                                     | 143                                                      | 60                                                       | 69                                                       |
| 2023                                                     | 211                                                      | 76                                                       | 61                                                       |
| 2024                                                     | 204                                                      | 57                                                       | 69                                                       |